# Јован Стерија Поповић
Јован Стерија Поповић (Вршац, 13. јануар 1806 — Вршац, 10. март 1856) био је српски драмски писац, професор, правник, филозоф и педагог. Највећи дeо живота је био грађанин Аустријског царства, а у Кнежевини Србији је провео осам година. Стерију су његови савременици препознали као једног од водећих српских интелектуалаца. Данас, Јован Стерија Поповић важи за једног од најбољих драмских писаца у српској књижевности.
Сматра се оснивачем српске драме. Први је и један од најбољих српских комедиографа. Министар просвете Јован Стерија Поповић донео је 10. маја 1844. године указ, којим је основан „Музеум сербски” у Београду чиме се сматра оснивачем ове установе. У Стеријиној спомен кући дуго је година било седиште Књижевне општине Вршац.
Јован Стерија Поповић је умро у 50. години живота у родном граду Вршцу, где је и сахрањен. Након његове смрти, бригу о објављивању књижевних дела преузима брат Ђорђе. Стеријини рукописи пренети су у Матицу српску, где се и сада налазе.

## Биографија
Јован Стерија Поповић (или Јован Поповић Стеријин) је рођен 13. јануара (1. јануара по јулијанском календару) 1806. године у трговачкој породици. Отац Стерија, трговац, је био Грк (Стерија на грчком значи звезда), по некима Цинцарин; а мајка Јулијана ћерка сликара Николе Нешковића. Основну и средњу школу похађао је у Вршцу, Темишвару и Пешти, а права у Кежмарку.
Још као дете због слабог телесног састава и крхког здравља, био је искључен из дечјих игара, стално уз мајку, са урођеним посматрачким даром. Лева рука му је иначе била "сува" - парализована, услед шлога у раном детињству. Њихова кућа се налазила на почетном делу Пијаце вршачке, у непосредној близини Саборне - Велике цркве. Када му је мајка Јулијана напрасно преминула, Стерија је морао да издржи велику борбу са оцем око даљег школовања. Отац Стерија трговац му је био дошљак. Стерија није забележио одакле му се отац доселио у Вршац. Али сматра се да је његов предак по оцу - Стерија, забележен је од стране "латинске администрације Мађарске" 1753. године, као трговац у Мишколцу. Написао је само биографију свога деде по мајци Николе Нешковића.
Кад се оженио, трговац Стерија је као домазет ушао у кућу свог угледног покојног таста Нешковића. Има трага да су старог Стерију, у то време лабавих и неустаљених презимена, писали не само Стефан Поповић (како је забележен у Протоколу крешчајемих, приликом крштења првенца Јована), него и „Штерија Молеров”.
За време похађања основне школе у Пешти, Јован је имао прилике да у једном немачком позоришту види класике и најбоље глумце целе Мађарске, а исто тако и мање класична драмска уобличавања у којима се појављују комедиографски уобличени типови блиски његовим дотадашњим искуствима о бидермајерском грађанству. У Пешти је био близак пријатељ са две личности родом из Вршца: Ђорђем Станковићем, једним од каснијих оснивача Матице српске, и Јулијаном Вијатовић-Радивојевић, кћерком вршачког сенатора, школованом у Бечу, која се удала за помодног кројача Радивојевића и сама била списатељица.
Једно време Стерија је био приватни наставник и адвокат у родном месту док није позван да дође у Крагујевац да буде професор на Лицеју. Након Лицеја је постао начелник Министарства просвете (од 1842), и на том положају, у току осам година, био главни организатор српске средњошколске наставе и један од оснивача Ученог српског друштва. Покренуо је иницијативу за оснивање Академије наука, Народне библиотеке и Народног музеја. Учествовао је у организовању првог београдског театра (позориште на Ђумруку) који је 1841. отворен његовом трагедијом „Смрт Стефана Дечанског”.
Од 1848. године и сукоба са политичарима, посебно Томом Вучићем Перишићем, отеран је из Србије и живео је у Вршцу, усамљен и разочаран. Адвокат вршачки Јован се касно оженио; било је то септембра 1850. године, са Јеленом - Ленком Манојловић рођ. Димић, удовицом из Вршца. Јован Стерија Поповић је умро 10. марта (26. фебруара по старом календару) 1856. године.

### Начелник Министарства просвете
Као начелник Министарства просвете (1842—1848) много је учинио за организовано развијање школства. Године 1844. донео је школски закон (Устројеније јавног училишног наставленија), којим је први пут у Србији озакоњена гимнастика као школски предмет од I до VI разреда гимназије, али још увек необавезан за ученике. Посебно је значајан његов напор на проучавању и очувању културног наслеђа Србије. Предложио је Совјету да се донесе Уредба о заштити старина, па је Србија Стеријином заслугом донела први правни акт о заштити споменика културе.

### Књижевни рад
Поповић је своју књижевну делатност започео слабим стиховима, испеваним у славу грчких народних јунака. Пошто је његов отац био Грк, и у младости се загревао за грчке устанике. То су били невешти ђачки покушаји. Као младић, он пада под утицај Милована Видаковића, и по угледу на њега пише роман „Бој на Косову или Милан Топлица и Зораида”. То је доста невешта и наивна прерада једног романа од француског писца Флоријана из XVIII века. Као и Видаковић, који му је био узор, тако и он покушава да туђу грађу пренесе у оквир српске прошлости. Роман је препун нелогичности и недоследности сваке врсте. Доцније је у једном свом сатиричном спису („Роман без романа”) исмејао такав начин рада, оштро напао плачевне и фантастичне романе Милована Видаковића и његових подражавалаца и проповедао књижевност која трезвеније и озбиљније гледа на живот. То дело је иначе било посвећено његовом пријатељу епископу вршачком Стефану Поповићу, који настрадао у мађарској буни. Такво схватање је плод његова зрелијег доба, и колико је дубље улазио у живот и књижевност, утолико је постајао реалнији.
Он је углавном драмски писац, први српски књижевник који је у овом књижевном роду створио нешто боље и трајније. Писци који су пре њега радили на историјској драми и драми из савременог живота нису имали књижевног успеха. Он је први српски писац који тај посао узима озбиљно, сав се одаје позоришту и ствара на широј основи и са дубоким разумевањем. Он је упоредо радио на историјској драми и на комедији, али на историјској драми са много мање успеха. На књижевност је гледао очима школског човека, педагога и рационалисте.
Његови први драмски покушаји су невеште и претерано романтичне драматизације народних песама: „Невиност” или „Светислав и Милева”, „Милош Обилић” и „Наход Симеон”. Доцније ствара боље и снажније историјске драме, не много књижевне, али које су одговарале укусу и схватањима тадашње родољубиве српске публике. Такве су трагедије: „Смрт Стефана Дечанског”, „Владислав”, „Скендербег”, „Лахан” (са предметом из бугарске историје), позоришни комад „Ајдуци”, врло популаран, израђен по народној песми, и још неколико пригодних комада.
Иако се сматра оснивачем српске драме, он је много важнији као комедиограф, јер се ту тек с успехом огледао његов књижевни талент. Прва му је комедија „Лажа и паралажа”, затим „Тврдица”, „Покондирена тиква” (према којој је 1956. године Миховил Логар компоновао оперу ) и „Зла жена”, све комедије карактера. Од комедија нарави најбоље су му: „Женидба и удадба”, „Кир Јања”, „Родољупци” и „Београд некад и сад”. Поред тога, написао је и неколико позоришних игара мањег значаја, шаљиве или сатиричне садржине. Као драмски писац, Стерија припада групи сентименталиста, и своја дела ствара под импресијом Самјуела Ричардсона, писца грађанских романа. У његовим делима значајно место заузимају одлике попут култа осећања и природе, идеализација живота, пријатељство и љубав.

### Критички осврт
Трезвен и рационалан дух, он није био песник високих духовних замаха и богате маште, зато његове драме, иако књижевније и писменије од свих сличних покушаја до њега, ипак немају праве уметничке вредности, У њима је мало животне истине, мало поезије и мало историјске истине, а много намештене реторике, неприродности и усиљености. Врло писмен и врло образован писац, он је својим историјским драмама скромно задовољавао велику потребу свога времена за родољубивим репертоаром и имао много успеха. Прецењиване у своје време, те драме су сасвим заборављене; дуже се на репертоару задржала само историјска драма „Смрт Стефана Дечанског”.
У комедији, он је надмашио све оно што је у српској књижевности створено пре њега, и до данас остао најбољи српски комедиограф. Он је писац са већом књижевном културом; он зна за класичне узоре у страним књижевностима и први почиње да разумно, објективно и критички посматра и слика савремени живот српског друштва. По својој природи он је био предодређен само за чисто интелектуална стварања, зато је он само у комедији дао пуну меру. Али и у комедији није без мана. Пре свега, ни у једној комедији није успео да да хумор, највишу особину комичног. Његове комедије су најчешће оштра сатира изопачених карактера и нарави. Он је сувише морализатор и тенденциозан писац: личности карикира и радњу води и завршава ради поучног свршетка. Он није ни сасвим оригиналан писац: код њега се често могу наћи позајмице од других писаца, од Молијера највише. Све његове боље комедије карактера подсећају на Молијерове, и композицијом и комичним оквирима појединих личности. (Молијера је иначе и преводио: његове „Скапенове подвале”). Али у накнаду за то, он је вешт књижевник и врло плодан писац, који је трезвено и реалистички приказивао савремени живот, сликајући снажно и рељефно комичне типове и друштвене сцене, Крајем живота се вратио поезији, на којој је као младић радио. Године 1854. изишла је његова збирка стихова „Даворје”. Био је књижевни куриозум што је Поповић „Даворје” штампао старим црквеним писменима, која је том приликом препоручивао да се усвоје место новије грађанске буквице. То је мисаона лирика, болна, одвећ песимистичка, лирика искусна и зрела човека, који је у животу знао за патње и разочарања, интимна филозофија о величини бола, страдања и смрти и непоправљивој беди људској.

#### Роман без романа
Роман без романа (први део написан 1832, објављен 1838. године, други део остао у рукопису), пародијски је роман Јована Стерије Поповића.
Стерија је своје дело назвао шаљивим романом, а у предговору је истакао да је ово дело прво овог рода на српском језику. Примарна фабула пародира псеудоисторијске романе, посебно оне које је писао Милован Видаковић, те представља покушај да се напише српски Дон Кихот. Међутим, Стерија проширује пародијски дијапазон дела на „читаву нашу тадашњу књижевну културу чију је основу представљало класично образовање“, обухвативши различите књижевне појаве, од инвокације половачету мајданског вина до травестије Аријадниног писма из Овидијевих Хероида“ или делова Енеиде. Увођењем дигресија, дијалога, ауторских коментара, Стерија у потпуности разара романескну форму и Јован Деретић истиче да је Роман без романа „први доследно изведен антироман у српској књижевности“.

### Споменик
Споменик му је откривен у Вршцу 7. октобра 1934. Дародавац бисте је био Драгиша Брашован, међу говорницима су били Вељко Петровић, Бранислав Нушић и Раша Плаовић. Војислав Илић Млађи је прочитао песму а биле су присутне и друге високе личности.

### Стеријино позорје
У склопу обележавања 150 година од рођења и 100 година од смрти Јована Стерије Поповића у Новом Саду је 1956. године основан фестивал „Стеријино позорје”. И данас, овај фестивал, на коме позоришта из земље и иностранства учествују са делима југословенских писаца (у почетку је то био фестивал само Стеријиних дела) важи за најзначајнију позоришну манифестацију у Србији.

### Филмови
Стеријина дела су од 1959. до данас адаптирана у двадесетак телевизијских филмова:
- Лажа и паралажа (филм)
- Кир Јања (филм)
- Џандрљиви муж (филм)
- Родољупци (филм)
- Покондирена тиква (филм)
- Љубав, женидба и удадба (филм)
- Зла жена (филм)

### Стеријина награда
На фестивалу се додељују награде за најбољу представу, за најбољи текст савремене драме, за режију, за глумачко остварење, за сценографију, за костим, за сценску музику, награде за најбољег младог глумца и глумицу и специјална награда.

## Одабрана дела
- Слези Болгарији, епска песма, 1825.
- Бој на Косову (Милан Топлица и Зораида), историјски роман, 1828.
- Светислав и Милева (Невиност), историјска драма, 1827.
- Милош Обилић, историјска драма, 1828.[18]
- Живот и витешка војевања славнога кнеза епирскога Ђурђа Кастриота Скендербега, 1828.
- Наход Симеун, историјска драма, 1830.
- Дејан и Дамјанка (Паденије Босанског крељевства), 1830.
- Лажа и паралажа, комедија, 1830.
- Тврдица (Кир Јања), комедија, 1837.
- Покондирена тиква, комедија, 1838.
- Зла жена, комедија, 1838.
- Роман без романа, роман, 1832–1838
- Волешбни магарац, комедија, 1842.
- Владислав, трагедија, 1843.
- Сан Марка Краљевића, трагедија, 1848.
- Смрт Стефана Дечанског, трагедија, 1849.
- Родољупци, комедија, 1849–1853
- Ајдуци, трагедија, 1853.
- Лахан, трагедија, 1853.
- Женидба и удадба, комедија, 1853.
- Београд некад и сад, комедија, 1853.
- Даворје, збирка песама, 1854.